# Нижняя (Плесецкий район)
Нижняя — деревня в Плесецком районе Архангельской области.

## География
Находится в западной части Архангельской области на расстоянии приблизительно 84 км на юг-юго-запад по прямой от административного центра района поселка Плесецк к востоку от озера Ильинское.

## История
В 1873 году здесь (деревня Каргопольского уезда Олонецкой губернии было учтено 54 двора, в 1905 — 58. До 2021 года входила в Конёвское сельское поселение до его упразднения.

## Население
Численность населения: 312 человек (1873 год), 436 (1905), 4 (русские 100 %) в 2002 году, 4 в 2010.